# 村田製作所
株式会社村田製作所（むらたせいさくしょ、英: Murata Manufacturing Co., Ltd.）は、京都府長岡京市に本社を置く電子部品メーカー。電子部品を主力とする企業では世界トップクラスに位置している。日経平均株価およびTOPIX Core30、JPX日経インデックス400の構成銘柄の一つ。

## 概要
村田昭により、1944年10月に京都市中京区四条大宮北（四坊大宮町）で、元染物工場を借りて工場として創業された。元々はがいしなどの陶器製品を製造する町工場であった。主力商品はセラミックコンデンサーで、世界随一のシェアを占める。その他、セラミックフィルタ、高周波部品、センサー部品も強い。いずれも世界的に圧倒的なシェアを持つ。原材料からの一貫生産に特徴がある。
村田製作所は積層セラミックコンデンサーでトップの地位を走るが、「にじみ出し戦略」と呼ぶ周辺分野の企業とのアライアンス、M&Aを進めており、ここ数年は周辺の部品に領域を拡大している。2017年、M&Aでソニーから電池事業を買収した。
さらに自動車、エネルギー（電池事業）、ヘルスケアなどの注力市場やIoTなどの新規市場に対して研究開発（R&D）を促進して事業拡大を図るため、2020年12月には横浜市西区みなとみらいに新たな研究開発拠点となる「みなとみらいイノベーションセンター」を開設した。同拠点には「エンジニアの卵が生まれるきっかけの場」をコンセプトとした、子供たちが科学を楽しく学べる体験施設「Mulabo!（ムラーボ！）」も併設されている。

## 特徴
- 高い海外売上比率 海外売上比率は92.3%である（2024年3月）。売上高1兆円以上の企業ではヤマハ発動機の93.7%に次いで2番目に高い海外売上高比率である。
- 高い営業利益率 2023年度の売上高の数字で営業利益率は17.7%である。工場を多く所有する製造業としては非常に高い数字（製造業の平均は約5%）である。
- 高シェア製品 多くの高シェア製品を有する。
  - 積層セラミックコンデンサ 世界シェア35% 世界一位
  - SAWフィルタ 世界シェア45% 世界一位
  - Wi-Fiモジュール 世界シェア60% 世界一位
  - EMIフィルタ 世界シェア35% 世界一位
  - ショックセンサ 世界シェア95% 世界一位
- 高い新製品率 売上高における新製品の割合が40%である。
- 会社としては1950年12月23日の設立だが、村田昭は生産を始める前に、火を使う仕事なので（火の神様である）愛宕神社へお参りした。これを記念として後に村田製作所の創業記念日は10月15日と決められている[10]。
- 2000年代以降は新聞・テレビ広告にも力を入れ、「村田製作所は何をセイサクしているんだろう」という出だしで始まるテレビコマーシャルや、村田“科学少年少女”製作所といったテーマで展開される新聞広告など、企業イメージ向上に努めている。特に当社の技術を集めたムラタセイサク君というロボットが注目を集めている。
- 2014年に会社ロゴを変更[11]。

## 主な製品
- コンポーネント
  - コンデンサ - スマートフォンやカーエレクトロニクスなどに使用されるチップ積層セラミックコンデンサなど。
  - 圧電製品 - 携帯電話向け表面波フィルタやコンピュータ向けセラミック発振子など。
  - その他のコンポーネント - EMI除去フィルタ、コイル、サーミスタ、コネクタ、センサなど。
- モジュール
  - 通信モジュール - 近距離無線通信モジュール、多層デバイスなど
  - 電源モジュール

## ロボット製作
自社の技術や製品を生かしたロボット製作も進めている。

### ムラタセイサク君

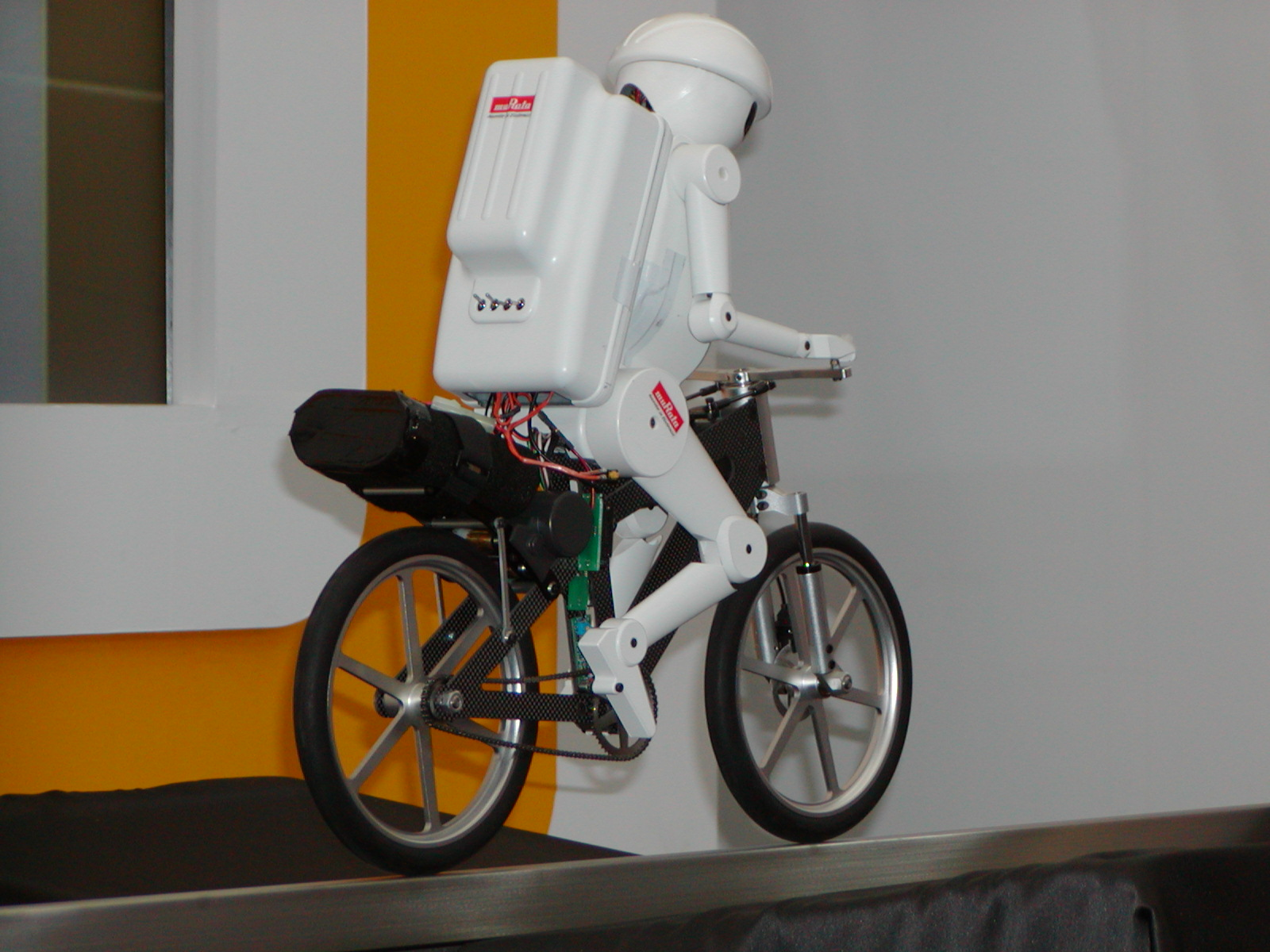
ムラタセイサク君（不倒停止中）
(CEATEC JAPAN 2005）

ムラタセイサク君とは、自転車に乗ったロボットで、倒れることもなく前にも後ろにも自力で進め止まれる機能を持つ。1990年に開発された自立走行ロボットを元に、ジャイロセンサなどムラタの技術を集めて2005年に発表された。
- 大きさは50cmで5kg
- 電源モジュール（DC-DCコンバーター）
- NTCサーミスター
- ジャイロセンサー：左右の揺れを検知し胸部の円盤を回転させることでバランスを調整
- ショックセンサー：段差や振動の検知
- 超音波センサー：障害物検知
- パワーライン用部品としてコンデンサーとインダクター
- アンテナ：PCや携帯と通信して遠隔操作や画像の撮影と送信

### ムラタセイコちゃん
その後の過程で周りからの要望を受け一輪走行技術の開発に成功したことや、内外からムラタセイサク君の女の子バージョンはないのかと言う声が上がったことなどを受け、2008年9月23日に一輪車走行を行う女の子キャラクターの一輪車ロボ「ムラタセイコちゃん」が発表された。「ムラタセイサク君の父方の年下のいとこ」という設定になっている。ムラタセイコちゃんは若いスタッフを中心に開発し、デザインも若い女性社員が担当した。
- 大きさは50cmで6kg
- DC-DCコンバーター
- ジャイロセンサー
- 超音波センサー
- Bluetoothモジュール

### ムラタセイサク君TypeECO

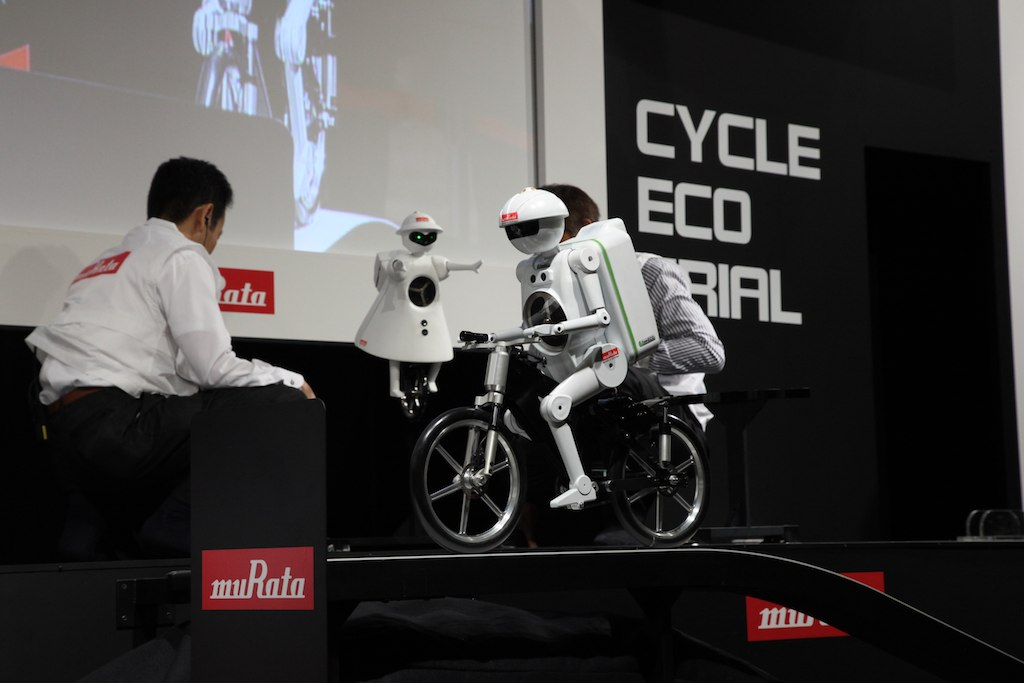
ムラタセイサク君TypeECO。後ろはムラタセイコちゃん (CEATEC JAPAN 2010)。

2010年に発表したムラタセイサク君より省電力で環境性能を向上させたモデルである。
- 電源モジュール
- 赤外線センサー
- 電気二重層コンデンサー
- ワイヤレス電力伝送システム
- Wi-Fiモジュール
- 無線通信モジュール（省電力版Bluetooth）

### 村田製作所チアリーディング部

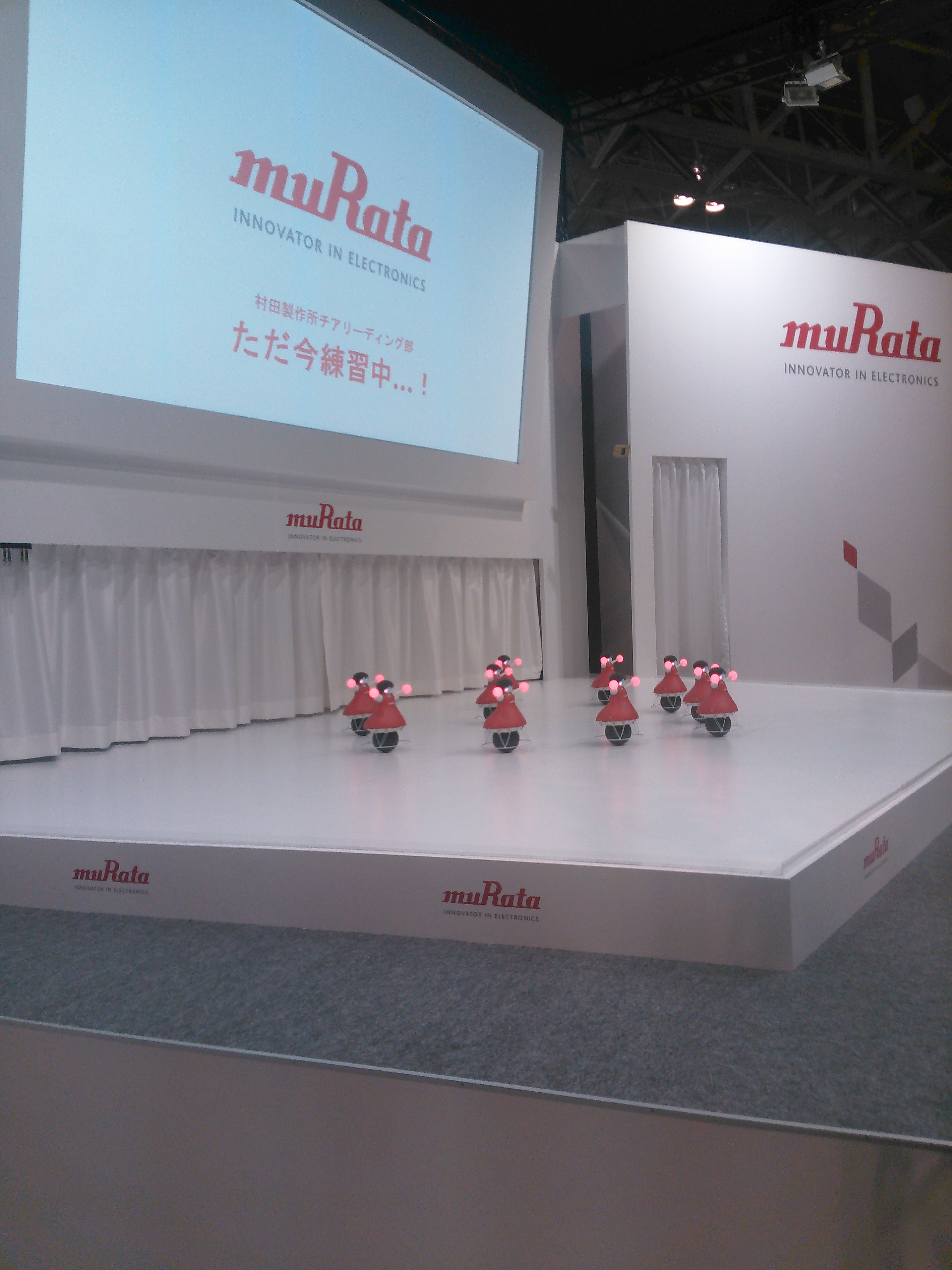
CEATEC JAPAN 2014にて

2014年9月25日に発表されたチアリーディングロボット10体である。京都大学松野研究室との共同開発でボールに乗ってバランスを取りながら10体が落ちたり、ぶつかることなく演技をする。テーマソングの『チア・チア』はやくしまるえつこが歌っている。
- 大きさは1体当たり36センチメートル（ボール含む）で1.5キログラム。目・頬・手はLEDで発光する。乗っているボールは中空の金属製で、表面はゴム加工されている。重さは約500グラム[19]。
- ジャイロセンサー：3個搭載
- ワイヤレスセンサーネットワーク：超音波位置計測技術。超音波と赤外線を送受信して音と光の受信の時間差を計算し、個々の位置を把握し制御している。
- コンデンサー
- インダクター
- フィルター
- フェライトビーズ
- 水晶振動子
- マジックストラップ（RFIDタグの商品名）[20]

## 研究拠点
日本国内に5つの研究開発拠点を設けている。当社公式サイト内「拠点一覧」も参照。
- 野洲事業所（滋賀県野洲市、当社最大の研究開発拠点）
- 長岡事業所（京都府長岡京市、本社近くに立地）
- 八日市事業所（滋賀県東近江市）
- 横浜事業所（神奈川県横浜市緑区）
- みなとみらいイノベーションセンター（神奈川県横浜市西区）[22]
  - 低層部に科学体験施設「Mulabo!（ムラーボ!）」を併設[23]。

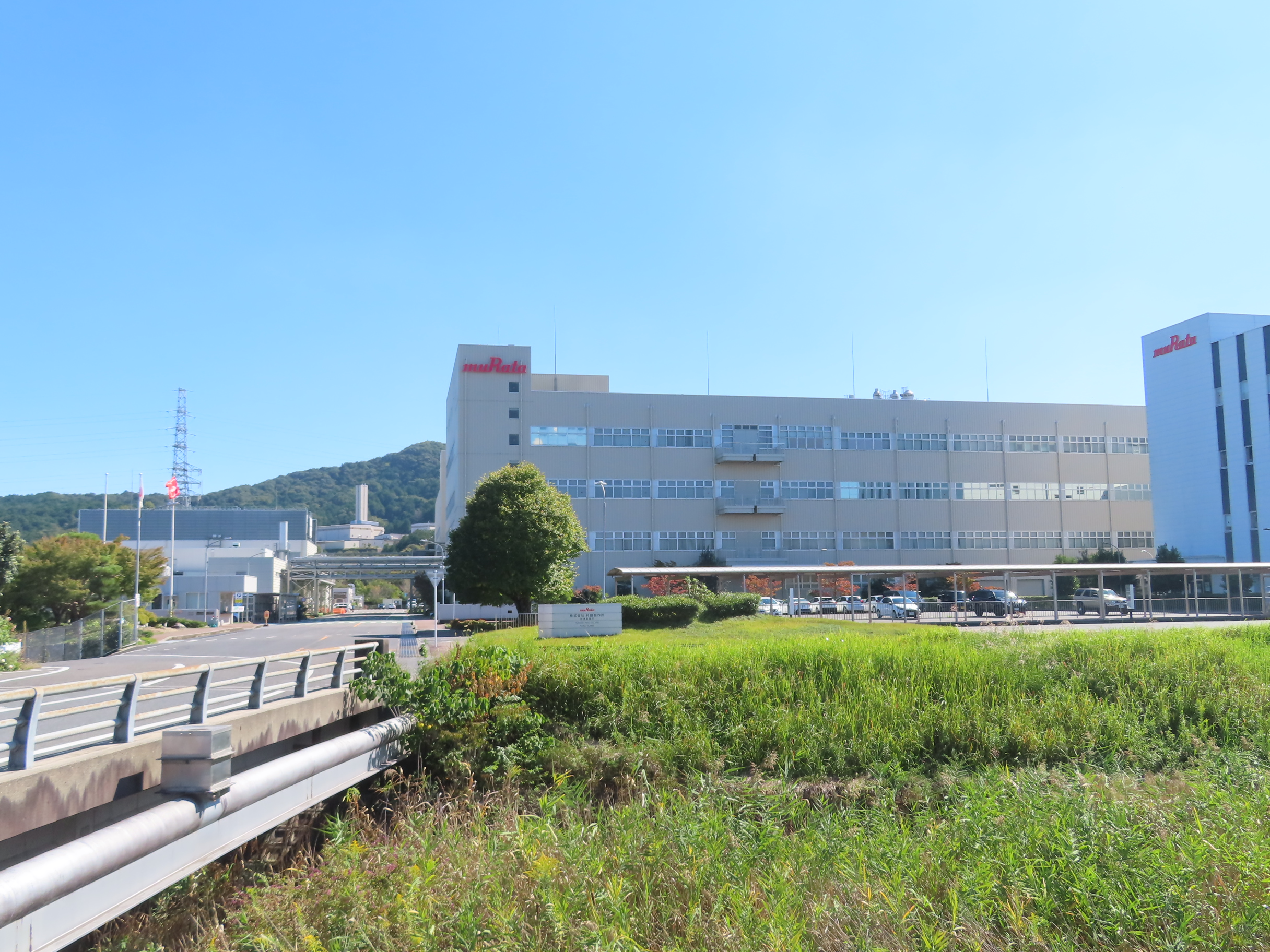
野洲事業所
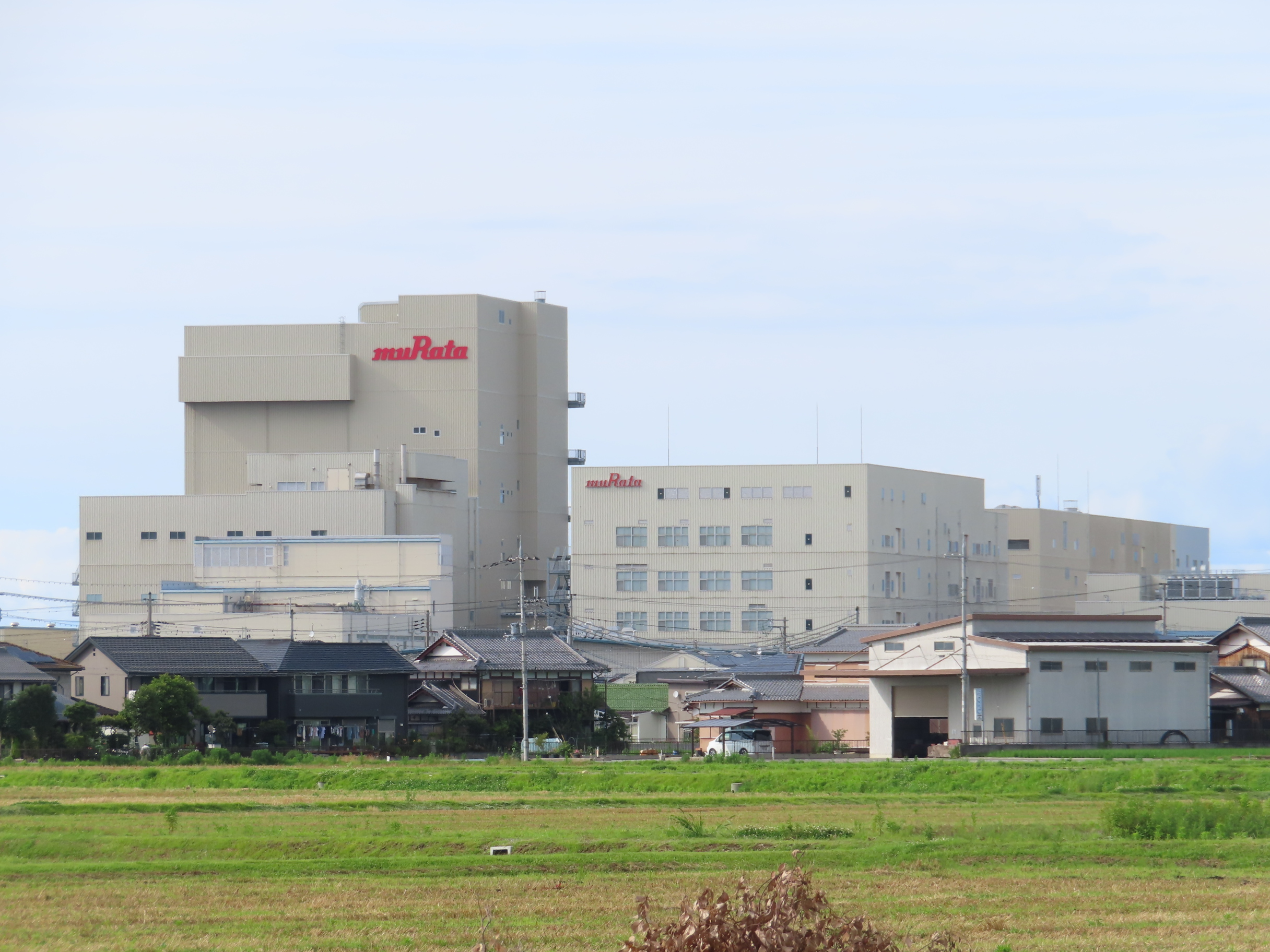
八日市事業所
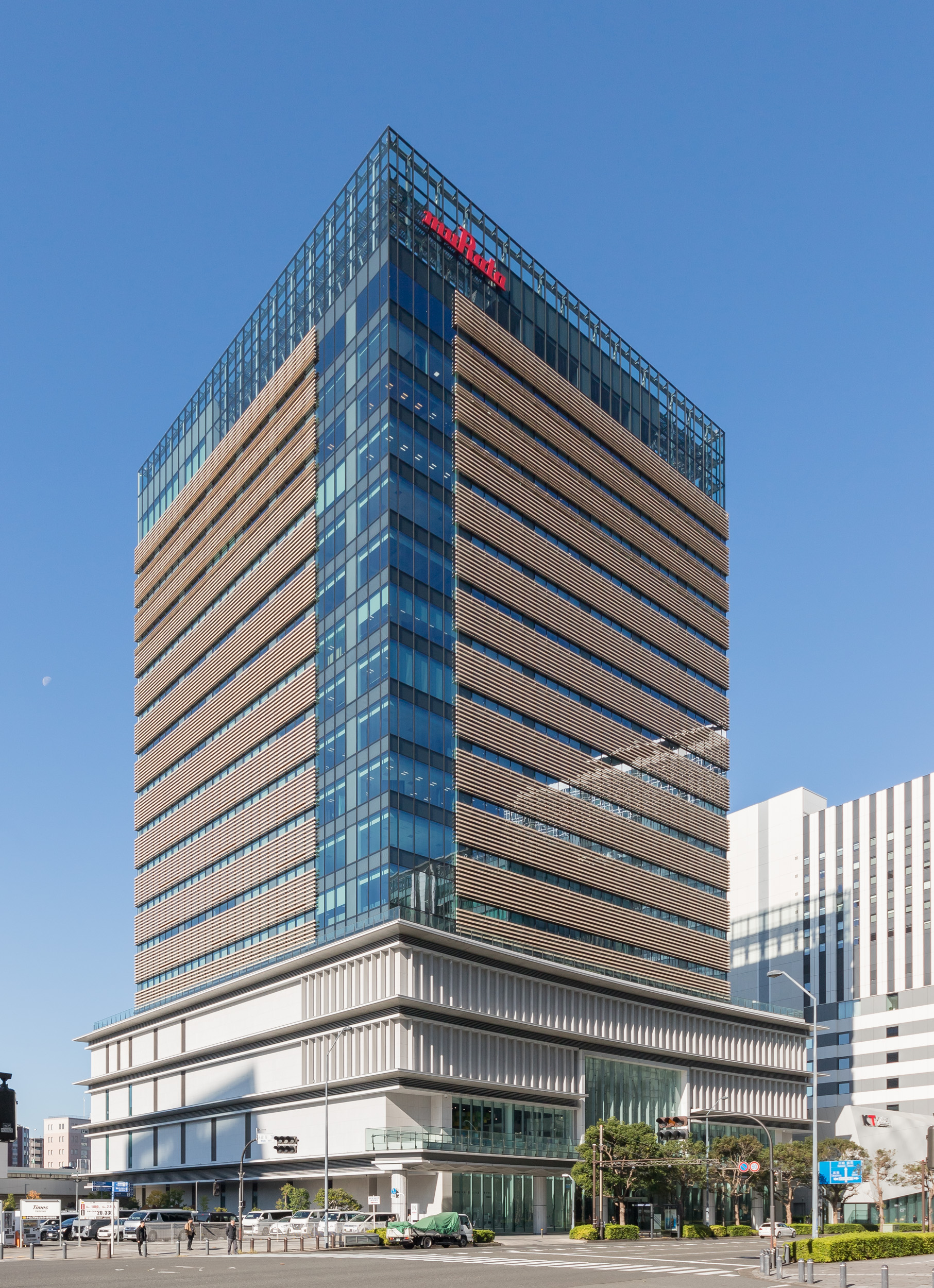
みなとみらいイノベーションセンター

## 関連会社
国内関連会社
| - 株式会社登米村田製作所（宮城県登米市） - 株式会社アズミ村田製作所（長野県安曇野市） - 株式会社小諸村田製作所（長野県小諸市） - 株式会社富山村田製作所（富山県富山市） - 株式会社氷見村田製作所（富山県氷見市） - 株式会社穴水村田製作所（石川県鳳珠郡穴水町） - 株式会社ワクラ村田製作所（石川県七尾市） - 株式会社ハクイ村田製作所（石川県羽咋市） - 株式会社金沢村田製作所（石川県白山市） - 株式会社仙台村田製作所（宮城県仙台市） - 株式会社小松村田製作所（石川県小松市） - 株式会社金津村田製作所（福井県あわら市） - 株式会社アスワ村田製作所（福井県福井市） | - 株式会社福井村田製作所（福井県越前市町） - 株式会社鯖江村田製作所（福井県鯖江市） - 株式会社大垣村田製作所（岐阜県大垣市） - 株式会社岡山村田製作所（岡山県瀬戸内市） - 株式会社出雲村田製作所（島根県出雲市） - 株式会社伊勢村田製作所（三重県津市） - 株式会社東北村田製作所（福島県郡山市） - 株式会社岩手村田製作所（岩手県盛岡市） - 株式会社埼玉村田製作所（埼玉県鶴ヶ島市） - 村田土地建物株式会社（京都府長岡京市） - 株式会社ムラタ栄興（京都府長岡京市） - ムラタソフトウェア株式会社（東京都渋谷区） - ムラタ分析パートナー株式会社（石川県白山市） |

海外関連会社
| - Peregrine Semiconductor Corp.（アメリカ合衆国) - Murata Electronics North America, Inc.（アメリカ合衆国） - Murata Electronics Trading Mexico,S.A. de C.V.（メキシコ） - Murata World Comercial Ltda.（ブラジル） - SyChip,L.L.C.（アメリカ合衆国） - Murata Power Solution, Inc.（アメリカ合衆国） - Murata Power Solution(Toronto) ULC（カナダ） - Murata (China) Investment Co.,Ltd.（中華人民共和国） - Beijing Murata Electronics Co., Ltd.（中華人民共和国・北京） - Wuxi Murata Electronics Co.,Ltd.（中華人民共和国・無錫) - Shenzhen Murata Technology Co.,Ltd.（中華人民共和国・深圳） - Murata Electronics Trading(Tianjin)Co.,Ltd.（中華人民共和国・天津） - Murata Electronics Trading(Shanghai)Co.,Ltd.（中華人民共和国・上海） - Murata Electronics trading(Shenzhen)Co.,Ltd.（中華人民共和国・深圳） - Murata Company Limited（香港） - Hong Kong Murata Electronics Co., Ltd.（香港） - Taiwan Murata Electronics Co., Ltd.（台湾） - Korea Murata Electronics Co., Ltd.（大韓民国） - SyChip Electronic Technology(Shanghai)Ltd.（中華人民共和国・上海） - Murata Power Solutions(Shanghai)Co.,Ltd.（中華人民共和国・上海） - Guangzhou Murata Power Solutions Limited（中華人民共和国・広州） - Murata Electronics(thailand),Ltd.（タイ王国Lamphun） - Murata Electronics(Malaysia) Sdn.Bhd.（マレーシア Batu Gajah） | - Murata Electronics Singapore(Pte.)Ltd.（シンガポール） - Thai Murata Electronics Trading,Ltd.（タイ王国） - Murata Electronics Philipincs inc.（フィリピン） - Murata Electronics(Malaysia)Sdn.Bhd.Kuala Lumpir office（マレーシア） - Murata Electronics(Malaysia)Sdn.Bhd.Penang office（マレーシア） - Murata Electronics(India)Private Limited（インド） - Murata Electronics(Vietnam)Co.,Ltd.（ベトナム） - Murata Electronics Europe B.V.（オランダ） - Murata Electronics Europe B.V. Helsinki Office（フィンランド） - Murata Electronics Oy（フィンランド） - Murata Electronics(Netherlands)B.V.（オランダ） - Murata Electronics(Netherlands)B.V. Stokholm Office（スウェーデン・ストックホルム） - Murata Electronics(Netherlands)B.V. Barcelona Office（スペイン） - Murata Electronics(UK)Limited（イギリス） - Murata Electronik GmbH（ドイツ） - Murata Electronik GmbH Budapest Office（ハンガリー） - Murata Electroniqus SAS（フランス） - Murata Integrated Passive Solutions S.A.（フランス） - Murata Elektronik GmbH, Opfikon Branch,Switzerland（スイス） - Murata Elettronica S.p.A.（イタリア） - Murata Power Solutions(Milton Keynes)Limited（イギリス） - Murata Power Solution(Celab)Limited（イギリス） |

### 過去の関連会社
- 電気音響株式会社 - 1982年9月、村田製作所が55%の株式を取得し傘下に収めた。1989年4月、村田製作所本体に吸収合併され消滅。
- 株式会社ナナオ（現・EIZO株式会社） - 1968年に村田製作所創業家により三菱電機の白黒テレビのOEM生産を目的として設立された[24]。両社間に資本関係はないものの、当社出身者が社長を務めており、また村田家が大株主であるなどといった人的関係が存在する[25]。
- 株式会社ムラタアクティブパートナー - 2018年4月1日、村田製作所本体に吸収合併され消滅[26]。

## 歴代社長
|   | 氏名     | 在任期間        | 出身校                                       |
| - | -------- | --------------- | -------------------------------------------- |
| 1 | 村田昭   | 1950年 - 1991年 | 京都市立第一商業学校（現・京都市立西京高校） |
| 2 | 村田泰隆 | 1991年 - 2007年 | ニューヨーク大学数理統計学科                 |
| 3 | 村田恒夫 | 2007年 - 2020年 | 同志社大学経済学部                           |
| 4 | 中島規巨 | 2020年 -        | 同志社大学工学部                             |

## 広告活動

### スポンサー提供番組
- FNN stsニュース - サガテレビ
- かちかちPress - サガテレビ
- 開運!なんでも鑑定団 - テレビ東京（TXNほかネット）
- 日経スペシャル ガイアの夜明け - テレビ東京
- Science Xitalk（サイエンス・サイトーク） - TBSラジオ
- 未来授業 - エフエム東京
- ラジオ空想科学研究所 - ニッポン放送※「村田製作所PRESENTS」の冠タイトルを付けて『村田製作所PRESENTS （パーソナリティ）のラジオ空想科学研究所』というタイトルで放送していた。

### テレビCM
- 2010年、2011年放映のテレビCMは3パターンあり、いずれもIC基板の上に青い被り物をした男性が居るものとなっている。
- ナレーターは緒川たまきがつとめている[29]。
- 以前はお盆[注釈 1]と正月に集中的にテレビコマーシャルを放映していたが、これは社員が帰省した際、「村田製作所」という社名から、町工場に勤めているものと勘違いされることが多かったということを踏まえてのものであった。また、採用活動のPRも目的としている。
- 2021年からは、鎌田英怜奈を起用し、「あった!あった!ムラタ」をキャッチコピーとして放送している。

### プロゴルフ
2022年11月1日付にて女子プロゴルファー：川﨑春花（京都府出身）と所属選手契約を締結した。